# Sân bay khu vực Gainesville
Sân bay khu vực Gainesville ((IATA: GNV, ICAO: KGNV, LID FAA: GNV) 
) là một sân bay công cộng ba dặm về phía đông bắc của Gainesville, ở Alachua County, Florida. Nó thuộc sở hữu của Công ty Gainesville-Alachua Auth. Kế hoạch quốc gia về Hệ thống sân bay tổng hợp năm 2011-2015 đã phân loại nó như một sân bay thương mại dịch vụ chính (hơn 10.000 lượt chuyển/năm).
Sân bay Gainesville có 177.282 hành khách lên máy bay trong năm dương lịch năm 2011 và 159.499 lượt khách lên máy bay vào năm 2010, tổng hành khách là 363.747 trong năm 2011 và 302.908 trong năm 2010.
Việc xây dựng sân bay bắt đầu vào tháng 4 năm 1940 dưới dạng dự án Quản lý Dự án Công trình. Năm 1941 xây dựng ban đầu đã được hoàn thành. Khi kết thúc việc xây dựng bởi Công binh Hoa Kỳ, cơ sở được biết đến như là Sân bay Quân sự Alachua và được sử dụng bởi phòng không và không quân.